# Biblioteca Gabriel García Márquez
La Biblioteca Gabriel García Márquez es una biblioteca pública situada en el barrio barcelonés de San Martín de Provensals. Fue inaugurada el 28 de mayo de 2022. Está especializada en literatura latinoamericana y recibe su nombre en honor al escritor colombiano Gabriel García Márquez, quien vivió en la capital catalana entre 1967 y 1975 y donde escribió El otoño del patriarca. En el año 2023, gana el premio internacional a la Mejor Biblioteca Pública nueva, galardón otorgado por la Federación Internacional de Asociaciones de Bibliotecarios y Bibliotecas (IFLA) entre los espacios inaugurados durante el año precedente.
También ha sido merecedora de los premios: Finalista Premios EUmies Awards 2024, Primer Premio COAM 2023, Premifad 2023 Arquinfad, Premio Ciutat de Barcelona 2022 d’Arquitectura, Educació, i Cultures populars i comunitàries, Premio NAN 2022 a mejor equipamiento /grandes infraestructuras, Accésit en los Premios de Arquitectura en Madera AITIM – ASA – ONESTA 2022.

## Proyecto
Los vecinos del distrito de Sant Martí reclamaban desde hacía años la construcción de una biblioteca central, ya que la única instalación que existía era la biblioteca Jaume Fuster, que ocupaba la cuarta planta del Centro Cívico y que data de la década de 1960. En el año 2015, se licitó la construcción del nuevo equipamiento, que fue concedido por concurso público a Suma Arquitectura, estudio liderado por Elena Orte y Guillermo Sevillano.
Consta de seis plantas y casi 4.000 m², la tercera mayor de Barcelona. Destaca el uso de la madera por todo el edificio, un material que proporciona un ambiente más acogedor y contribuye al propósito de reducir la huella ambiental del centro. Su apariencia desde el exterior evoca un montón de libros abiertos.

## Servicios
El fondo documental de la García Márquez era, en el momento de su inauguración, de 40 000 libros. La biblioteca está especializada en literatura latinoamericana y, entre otras actividades, organiza desde su inauguración el festival anual "KM América". También se encuentra un espacio dedicado al autor de cómics Francisco Ibáñez —vecino del barrio—, que acoge el fondo del artista con cerca de 500 obras.
Además, el recinto incorpora una emisora de radio —Radio Maconda, la única en una biblioteca de la ciudad—, espacios polivalentes, salas de lectura individuales, un área infantil y una sala sensorial, pensada para los usuarios con discapacidad visual.
El Espacio Antonio Herrera, un archivo asociativo situado en la planta -1, recopila la memoria oral y documental del barrio. Este espacio lo gestiona la asociación de historia Centre d'Estudis de Sant Martí de Provençals desde el 1 de julio de 2022.

Interior de la biblioteca
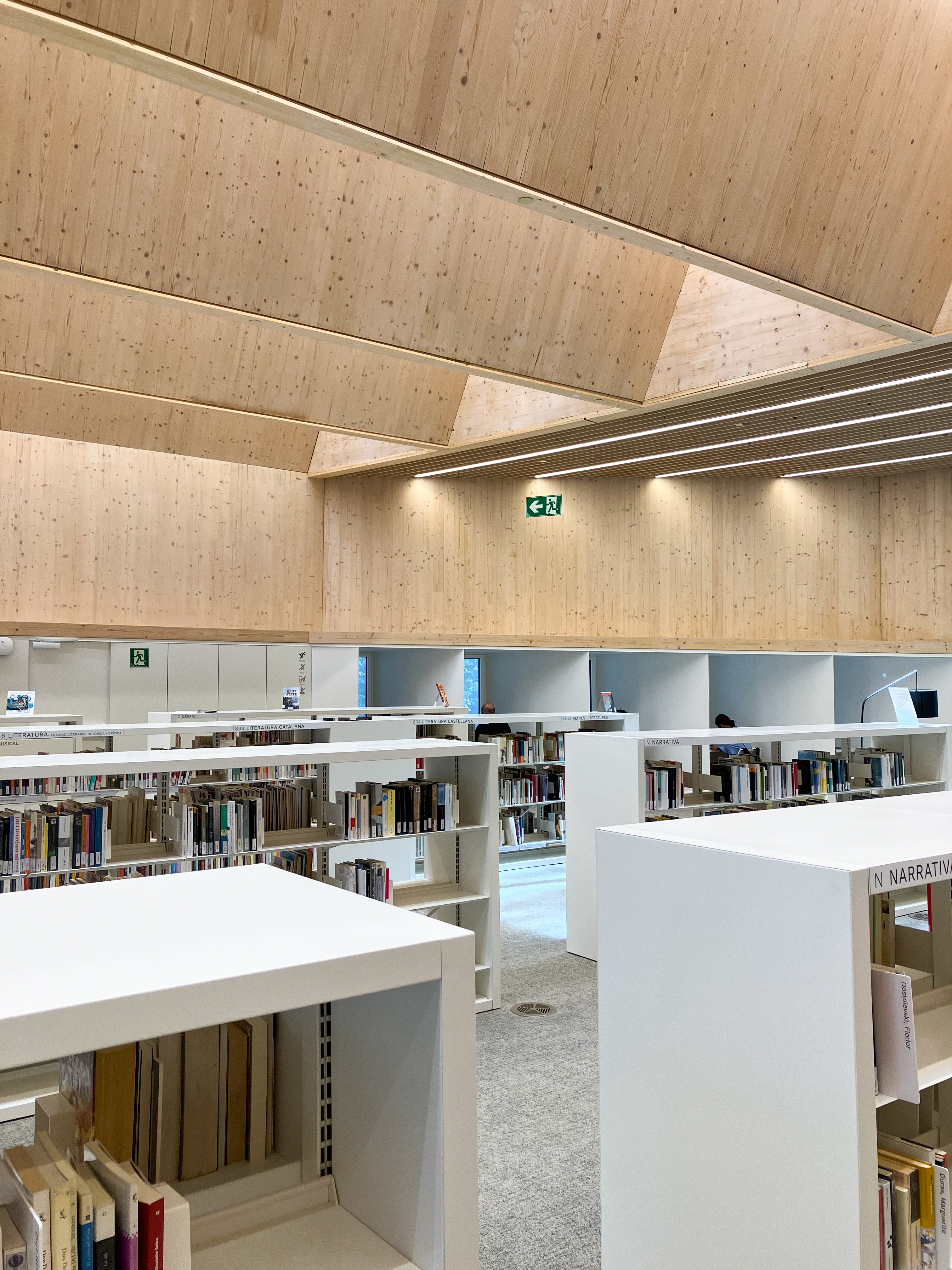
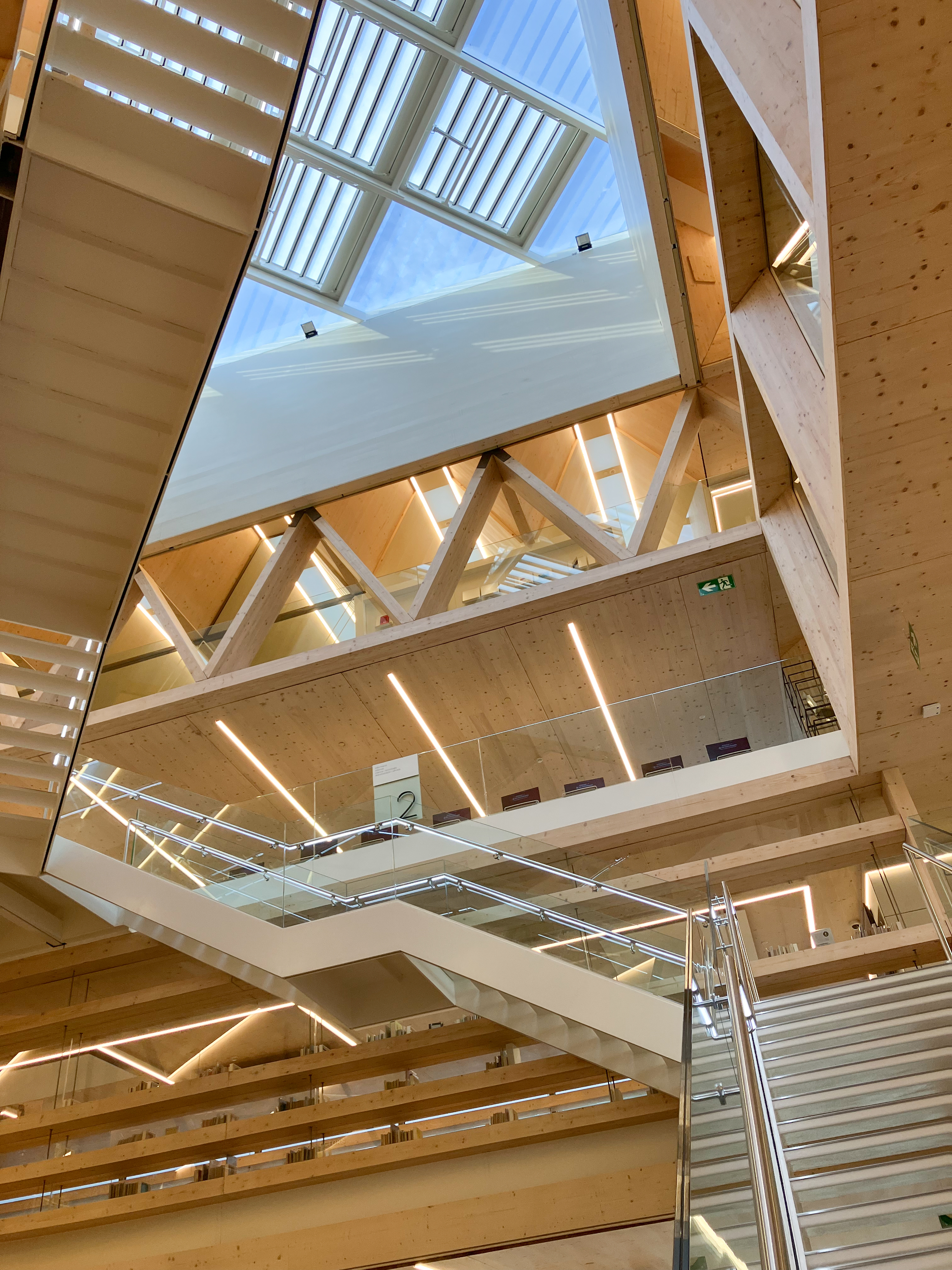
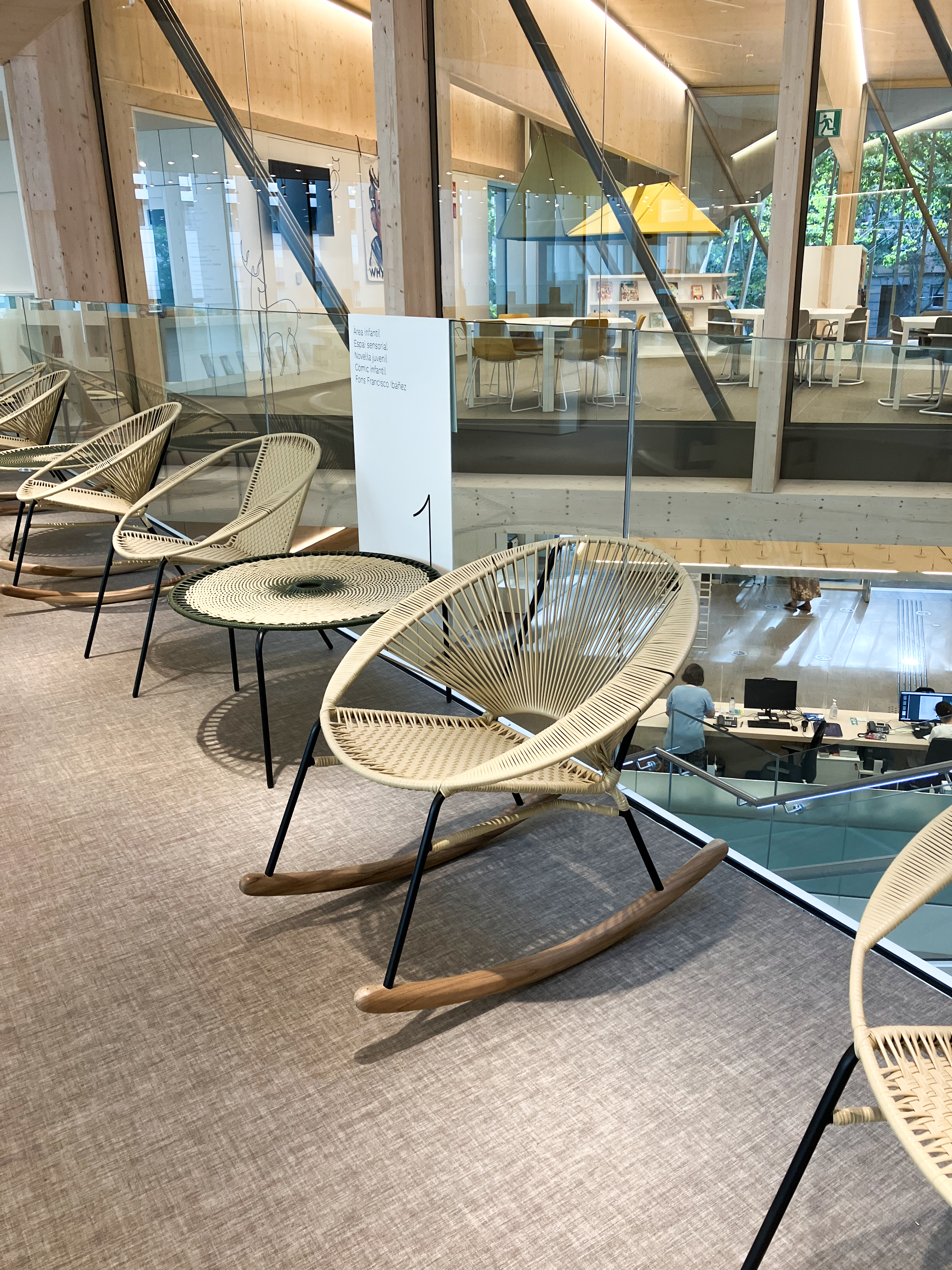